# Samuel Hood, 1. Baronet

Sir Samuel Hood, 1808

Sir Samuel Hood, 1. Baronet, KB (* 27. November 1762; † 24. Dezember 1814 in Madras), war ein Vizeadmiral der britischen Royal Navy.

## Leben
Er entstammte der älteren Linie der Seefahrerfamilie Hood. Der jüngeren Linie entstammten z. B. die beiden berühmten Admirale Samuel Hood, 1. Viscount Hood, und Alexander Hood, 1. Viscount Bridport. Er war der dritte Sohn des Samuel Hood, Gutsherr von Kingsland in Dorset, aus dessen Ehe mit Anne Bere, Tochter des James Bere, Gutsherr von Westbury in Wiltshire.
Er trat 1776 im Rang eines Midshipman in die Royal Navy ein. 1780 wurde er zum Lieutenant, 1782 zum Commander, 1788 zum Captain, 1805 zum Colonel der Royal Marines, 1807 zum Rear-Admiral und schließlich 1811 zum Vice-Admiral of the White befördert. Er beteiligte sich an den Kämpfen des Amerikanischen Unabhängigkeitskriegs und an den Koalitionskriegen gegen Frankreich. Zwischen 1802 und 1805 war er Kommandeur von Trinidad und Oberbefehlshaber der britischen Flotte auf den Leeward Islands. In Anerkennung seiner Leistungen bei der Eroberung der französischen Besitzungen auf den Westindischen Inseln und in Guyana wurde er am 26. September 1804 als Knight Companion des Order of the Bath geadelt.
Im September 1806 verlor er bei der Kaperung eines feindlichen Schiffes einen Arm, wofür er ihm die Navy eine jährliche Pension von 500 £ zugesprach. Von 1806 bis 1807 war er als Abgeordneter für Westminster und von 1807 bis 1812 für Bridport Mitglied des britischen House of Commons, führte aber parallel seinen aktiven Dienst für die Royal Navy weiter. 1811 wurde er zum Oberbefehlshaber der britischen Flotte in Britisch-Indien (East India Station) ernannt. Er hatte diesen Posten bis zu seinem Tod, 1814, inne.
Am 13. April 1809 wurde ihm der erbliche Adelstitel Baronet, of Tidlake in the County of Surrey, verliehen. Da seine am 6. November 1804 geschlossene Ehe mit Hon. Mary Frederica Elizabeth Mackenzie, Tochter des Lt.-Gen. Francis Mackenzie, 1. Baron Seaforth, kinderlos war, erfolgte die Verleihung mit dem besonderen Zusatz, dass der Titel in Ermangelung eigener männlicher Nachkommen auch an seinen Neffen Alexander Hood (1793–1851), Sohn seines älteren Bruders Alexander Hood (1758–1798), und dessen männliche Nachkommen vererbbar sei. Als er 1814 kinderlos starb, beerbte ihn sein Neffe entsprechend als 2. Baronet.